# Storblomsterbi
Storblomsterbi (Melitta melanura) är en biart som först beskrevs av Nylander 1852. Den ingår i släktet blomsterbin och familjen sommarbin. Inga underarter finns listade.

## Beskrivning
Ett stort blomsterbi med en kroppslängd av 13 till 14 mm. Honan är kraftig, med kort, gråaktig behåring. På bakkroppen har hon smala, vita hårband på tergiternas bakkanter. Hanen är smalare, med längre päls som är grå på sidorna och gulbrun på ovansidan utom mellankroppen, som är svarthårig upptill.

## Ekologi
Storblomsterbiet lever på marker med nakna jordpartier, som bland annat stäppartad mark med tunt jordtäcke likt alvar samt i grus- och sandtag. Arten är starkt specialiserad vad gäller näringsväxter och besöker troligen endast stor, liten blåklocka och i mindre utsträckning knölklocka. Flygtiden varar troligtvis från slutet av juni till mitten av augusti.
Boet grävs ut i marken, troligtvis i sand.

## Utbredning
Arten förekommer främst i östra och sydöstra delen av Europa från Polen, Ukraina, Litauen, sydvästra Ryssland, Österrike, Slovakien söderut till Rumänien och Grekland österut till Sibirien.
I Nordeuropa finns den endast på Gotland. Arten är svårsökt, men det uppskattas att den numera troligtvis endast förekommer på omkring 6 (4 till 10) lokaler. Den är alltså mycket sällsynt i Sverige, och eftersom den dessutom minskar är den därför rödlistad som akut hotad ("CR"). Främsta hoten är habitatförlust till följd av återställning av sand- och grustag samt skogsplantering. Inavel misstänks också bidra till nergången.
Arten minskar även globalt, och är därför rödlistad av IUCN som starkt hotad ("EN").